# Kings (comté d'Ogle, Illinois)
Pour les articles homonymes, voir Kings.
Kings est communauté incorporée du comté d'Ogle dans l'Illinois.

## Géographie
Kings est situé dans le Township de White Rock et est au nord-ouest de la ville de Rochelle. La communauté est dans l'aire métropolitaine (en) de Rockford.

## Histoire
L'hôtel de ville a été construit en 1910 et subsiste encore aujourd'hui en plus d'un vieux puis.

## Galerie

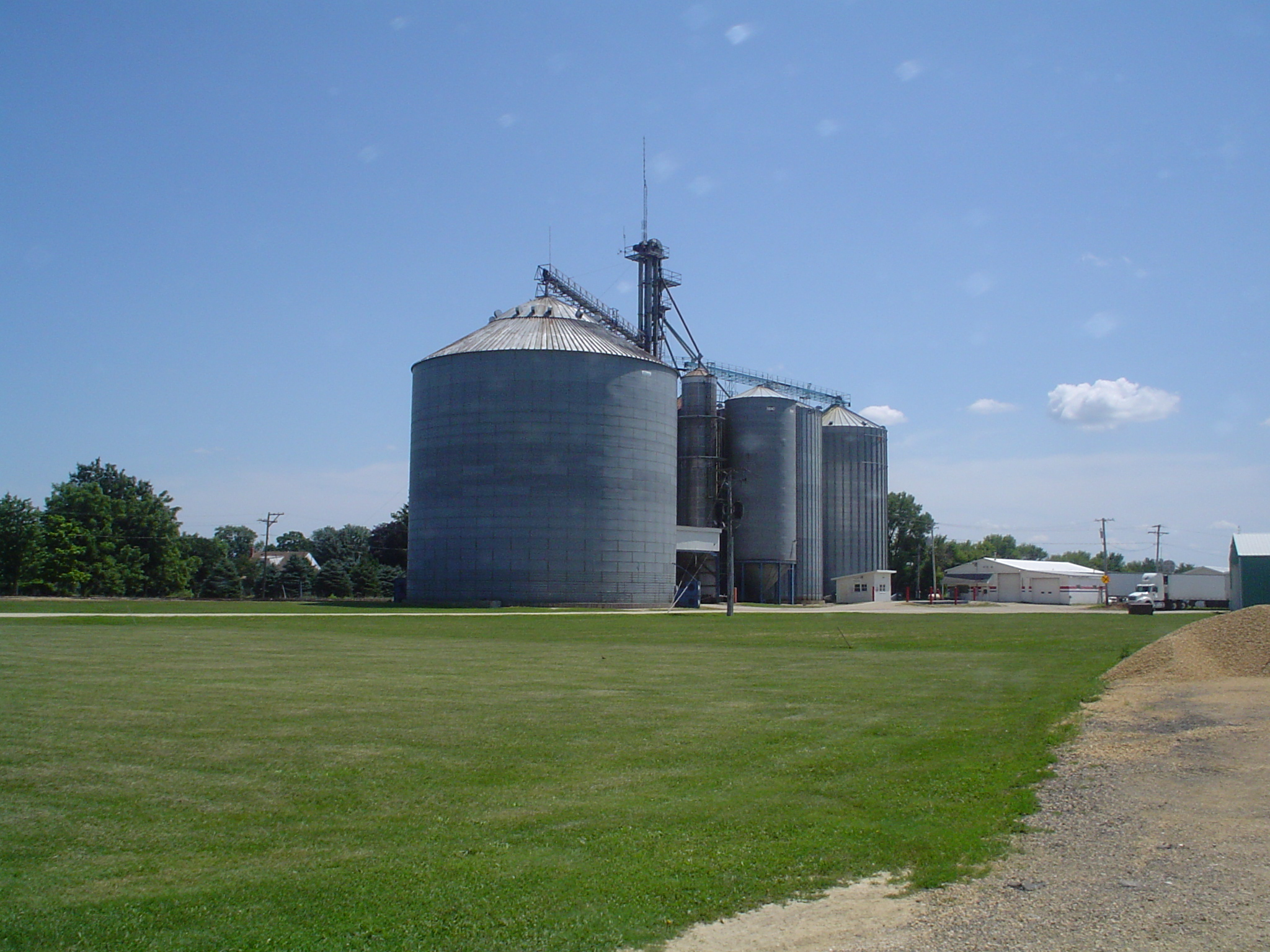
Élévateur à grain.
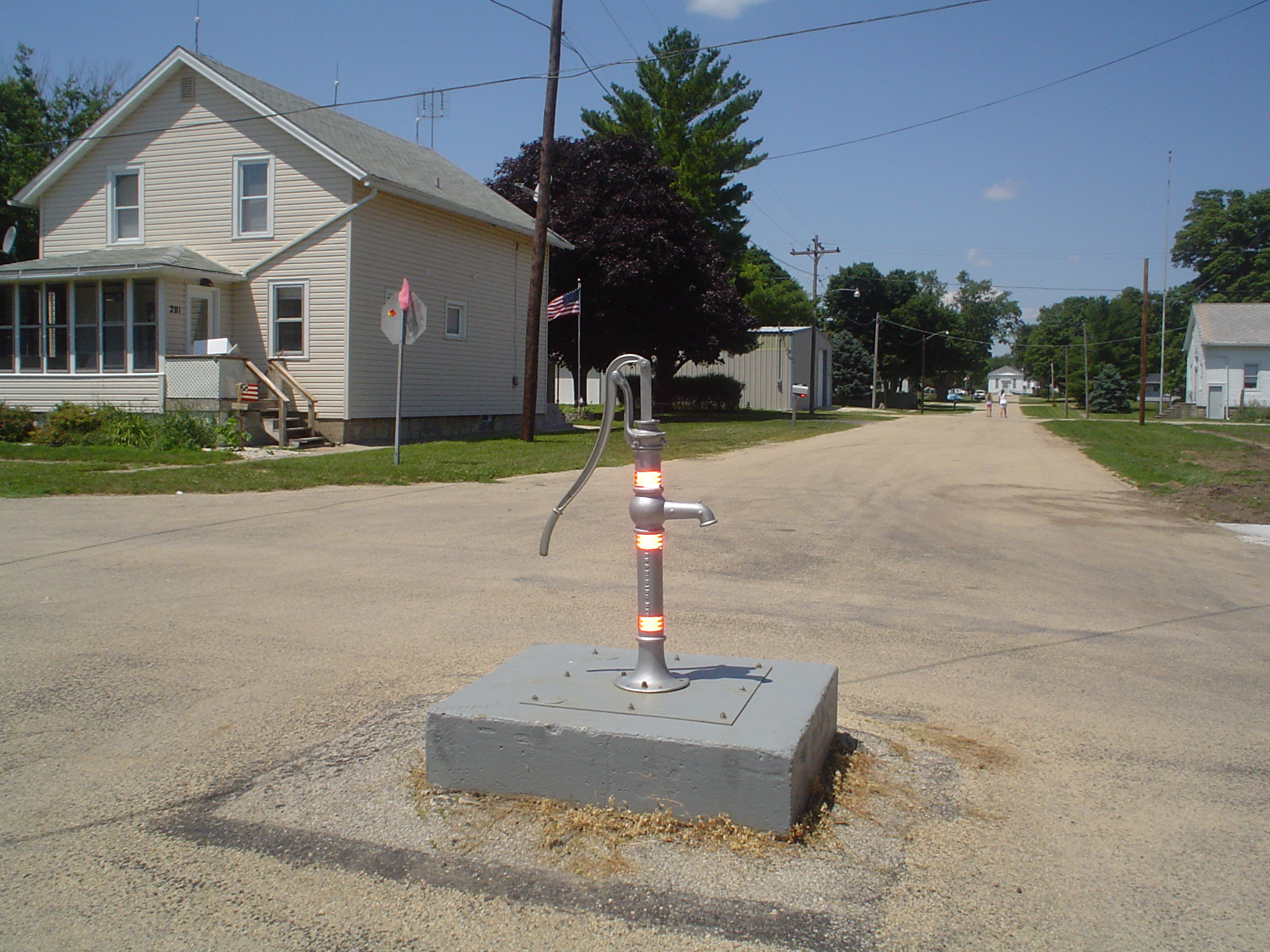
Vieux puis de Kings.
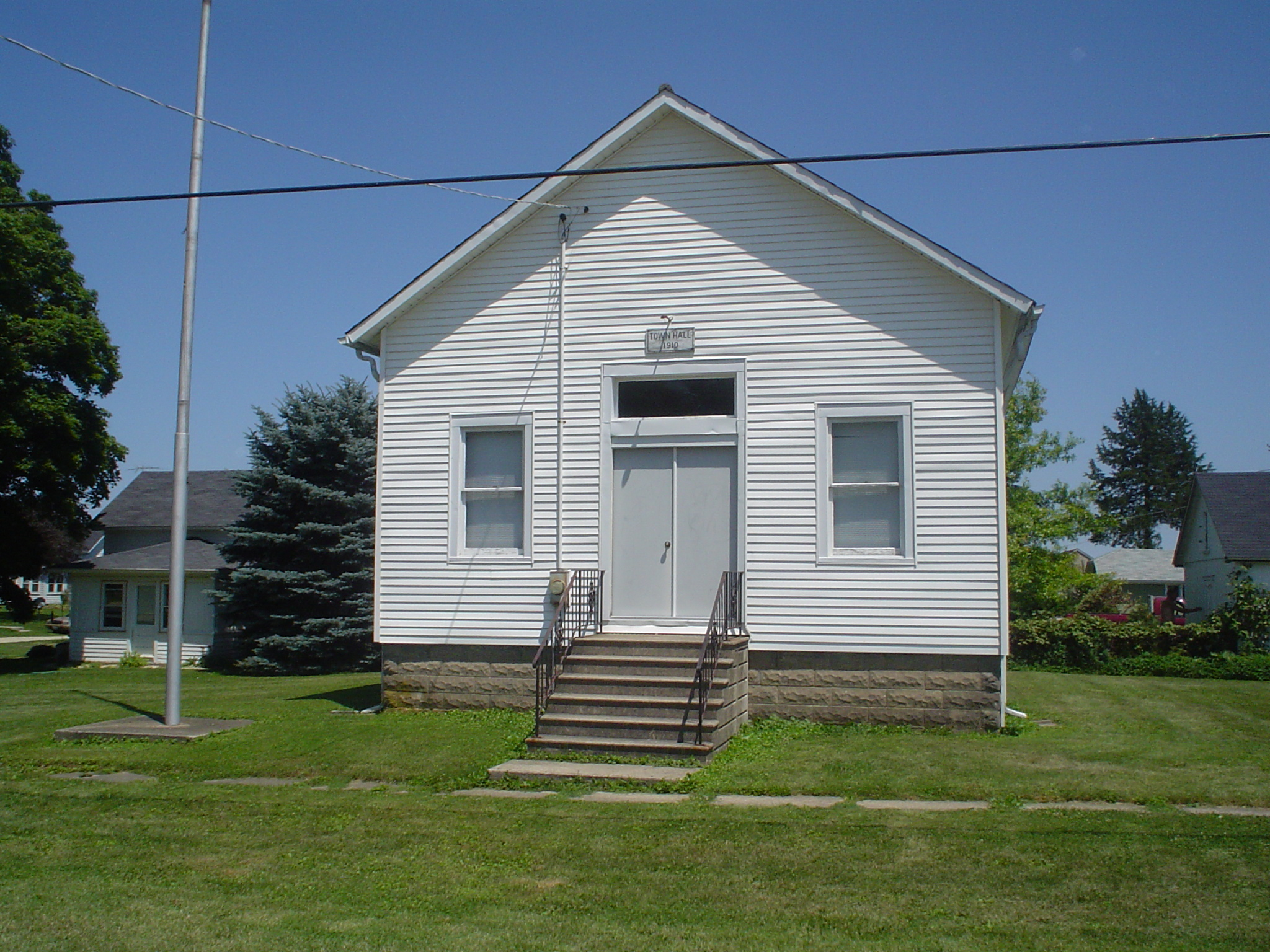
Vieil hôtel de ville.